# Адлер, Карл Фредрик
Карл А́длер, или Карл Фредрик А́длер, или Фредрик А́длер (швед. Carl Adler или швед. Carl Fredrik Adler, или швед. Fredrik Adler, 1720 — 1761) — шведский ботаник и врач, военный хирург, один из «апостолов Линнея».

## Биография
Карл Адлер родился в Стокгольме в 1720 году.
Он учился в Уппсальском университете. Его учителем был выдающийся шведский учёный Карл Линней. В 1761 году Карл Адлер участвовал в экспедиции в Индии, в Китае и на острове Ява. Он путешествовал с Шведской Ост-Индской компанией.
Карл Адлер умер на острове Ява в Индонезии в 1761 году.